# Tychówko (powiat białogardzki)

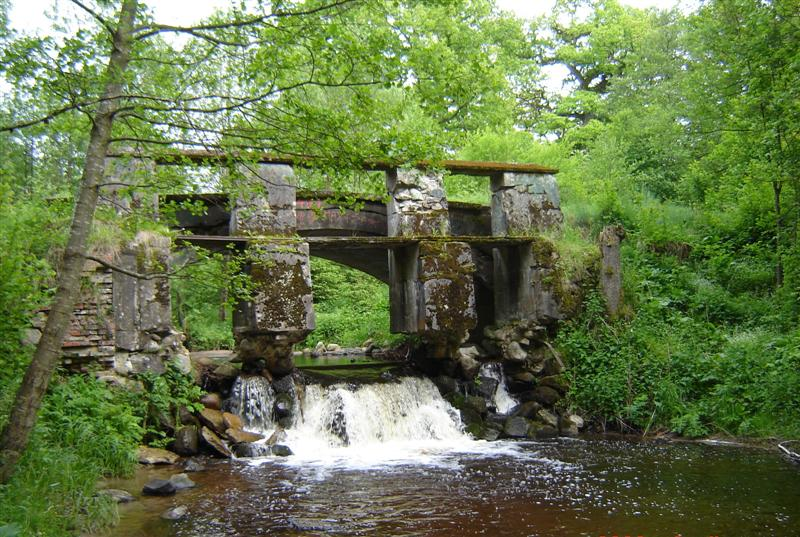
Stary Młyn dzisiaj

Tychówko (niem. Tychower Mühle) – była osada w Polsce, nie wymieniana w TERYT ani w spisie miejscowości, położona nad rzeką Leszczynką w województwie zachodniopomorskim w powiecie białogardzkim, w gminie Tychowo, na turystycznym szlaku im. Józefa Chrząszczyńskiego.
W latach 1975–1998 osada należała do województwa koszalińskiego.
Stary Młyn w okresie od lipca do grudnia 1945 r. był ostatnią siedzibą leśnictwa Tyczewo.
Ostatnim mieszkańcem Starego Młyna był leśniczy Leopold Głodowski. Mieszkańcy zapamiętali go jako leśnego poetę.